# Illatif
En linguistique, l'illatif (abréviation ill) est un cas grammatical exprimant le lieu "vers l'intérieur duquel" se produit un déplacement. Il existe dans les langues de la famille finno-ougrienne (hongrois, finnois, estonien contemporains), ainsi que dans une langue balte comme le lituanien. L'illatif est un locatif, c'est-à-dire un cas qui fait intervenir un lieu ("être-dans", "aller-vers-dans", "sortir-de-dans"... un lieu). 
EX : En hongrois, "a házba" signifie "vers l'intérieur de la maison", par contraste avec "a házban", qui signifie "|être] à l'intérieur de la maison", ou encore "a házból", qui signifie "[sortir /venir de] l'intérieur de la maison".
EX : En estonien, majja signifie vers l'intérieur de la maison.